# Championnat des moins de 17 ans de la CONMEBOL 2007
Navigation
Venezuela 2005 Chili 2009
Le Championnat des moins de 17 ans de la CONMEBOL 2007 est la douzième édition du Championnat des moins de 17 ans de la CONMEBOL qui a eu lieu en Équateur du 4 au 25 mars 2007. Ce tournoi sert de qualification à la fois pour la Coupe du monde des moins de 17 ans, organisée en Corée du Sud durant l'été 2007 (les 4 premiers de la poule finale y seront directement qualifiés) et pour les Jeux panaméricains de Rio de Janeiro qui offre une qualification pour les 6 équipes du tour final.
Après avoir passé le premier tour de façon miraculeuse (en terminant à la 3e place et à la faveur du changement de formule pour cette édition), le Brésil remporte une fois encore la compétition, pour la 8e fois de son histoire, devant la Colombie, l'Argentine et le Pérou.

## Résultats
La confédération sud-américaine ne compte que 10 membres, il n'y a donc pas d'éliminatoires; toutes les sélections participent au premier tour, où elles sont réparties en 2 poules de 5 et s'y rencontrent une fois. À l'issue du premier tour, les 3 premiers de chaque poule se qualifient pour la poule finale où chaque équipe rencontre 1 fois chacun de ses adversaires. Le premier du classement final est déclaré champion d'Amérique du Sud.

### Premier tour

#### Poule 1
| Rang | Équipe   | Pts | J | G | N | P | Bp | Bc | Diff |  | Résultats (▼ dom., ► ext.) |  |     |     |     |     |
| ---- | -------- | --- | - | - | - | - | -- | -- | ---- |  | -------------------------- |  | --- | --- | --- | --- |
| 1    | Pérou    | 7   | 4 | 2 | 1 | 1 | 7  | 5  | +2   |  | Pérou                      |  | 0-0 | 2-1 | 4-1 | 1-3 |
| 2    | Équateur | 7   | 4 | 2 | 1 | 1 | 6  | 5  | +1   |  | Équateur                   |  |     | 5-4 | 0-1 | 1-0 |
| 3    | Brésil   | 6   | 4 | 2 | 0 | 2 | 14 | 9  | +5   |  | Brésil                     |  |     |     | 7-2 | 2-0 |
| 4    | Bolivie  | 6   | 4 | 2 | 0 | 2 | 5  | 11 | -6   |  | Bolivie                    |  |     |     |     | 1-0 |
| 5    | Chili    | 3   | 4 | 1 | 0 | 3 | 3  | 5  | -2   |  | Chili                      |  |     |     |     |     |

#### Poule 2
| Rang | Équipe    | Pts | J | G | N | P | Bp | Bc | Diff |  | Résultats (▼ dom., ► ext.) |  |     |     |     |     |
| ---- | --------- | --- | - | - | - | - | -- | -- | ---- |  | -------------------------- |  | --- | --- | --- | --- |
| 1    | Argentine | 8   | 4 | 2 | 2 | 0 | 7  | 2  | +5   |  | Argentine                  |  | 0-0 | 1-1 | 2-1 | 4-0 |
| 2    | Colombie  | 8   | 4 | 2 | 2 | 0 | 5  | 2  | +3   |  | Colombie                   |  |     | 2-2 | 1-0 | 2-0 |
| 3    | Venezuela | 5   | 4 | 1 | 2 | 1 | 6  | 8  | -2   |  | Venezuela                  |  |     |     | 1-4 | 2-1 |
| 4    | Uruguay   | 4   | 4 | 1 | 1 | 2 | 7  | 6  | +1   |  | Uruguay                    |  |     |     |     | 2-2 |
| 5    | Paraguay  | 1   | 4 | 0 | 1 | 3 | 3  | 10 | -7   |  | Paraguay                   |  |     |     |     |     |

### Poule finale
- Les 6 équipes participant à la poule finale sont qualifiées pour les Jeux panaméricains 2007 de Rio de Janeiro.

| Rang | Équipe    | Pts | J | G | N | P | Bp | Bc | Diff |  | Résultats (▼ dom., ► ext.) |  |     |     |     |     |     |
| ---- | --------- | --- | - | - | - | - | -- | -- | ---- |  | -------------------------- |  | --- | --- | --- | --- | --- |
| 1    | Brésil    | 13  | 5 | 4 | 1 | 0 | 15 | 2  | +13  |  | Brésil                     |  | 0-0 | 2-0 | 4-0 | 4-0 | 5-2 |
| 2    | Colombie  | 10  | 5 | 3 | 1 | 1 | 11 | 3  | +8   |  | Colombie                   |  |     | 1-2 | 3-0 | 5-0 | 2-1 |
| 3    | Argentine | 8   | 5 | 2 | 2 | 1 | 6  | 5  | +1   |  | Argentine                  |  |     |     | 1-1 | 1-1 | 2-0 |
| 4    | Pérou     | 5   | 5 | 1 | 2 | 2 | 5  | 11 | -6   |  | Pérou                      |  |     |     |     | 2-1 | 2-2 |
| 5    | Venezuela | 4   | 5 | 1 | 1 | 3 | 3  | 12 | -9   |  | Venezuela                  |  |     |     |     |     | 1-0 |
| 6    | Équateur  | 1   | 5 | 0 | 1 | 4 | 5  | 12 | -7   |  | Équateur                   |  |     |     |     |     |     |

### Équipes qualifiées pour la Coupe du monde
Les sélections qualifiées pour la prochaine Coupe du monde sont :
- Brésil
- Colombie
- Argentine
- Pérou

## Sources et liens externes